# Pannes (Loiret)
Pannes és un municipi francès, situat al departament del Loiret i a la regió de Centre – Vall del Loira. L'any 2007 tenia 3.150 habitants.

## Demografia

### Població
El 2007 la població de fet de Pannes era de 3.150 persones. Hi havia 1.231 famílies, de les quals 253 eren unipersonals (103 homes vivint sols i 150 dones vivint soles), 479 parelles sense fills, 463 parelles amb fills i 36 famílies monoparentals amb fills.
La població ha evolucionat segons el següent gràfic:
Habitants censats

### Habitatges
El 2007 hi havia 1.374 habitatges, 1.251 eren l'habitatge principal de la família, 25 eren segones residències i 98 estaven desocupats. 1.311 eren cases i 61 eren apartaments. Dels 1.251 habitatges principals, 992 estaven ocupats pels seus propietaris, 214 estaven llogats i ocupats pels llogaters i 46 estaven cedits a títol gratuït; 6 tenien una cambra, 42 en tenien dues, 201 en tenien tres, 411 en tenien quatre i 592 en tenien cinc o més. 1.099 habitatges disposaven pel capbaix d'una plaça de pàrquing. A 551 habitatges hi havia un automòbil i a 623 n'hi havia dos o més.

### Piràmide de població
La piràmide de població per edats i sexe el 2009 era:
| Homes | Edats   | Dones |
| ----- | ------- | ----- |
| 0     | 95 o +  | 0     |
| 0     | 90 a 94 | 0     |
| 8     | 85 a 89 | 20    |
| 16    | 80 a 84 | 24    |
| 36    | 75 a 79 | 60    |
| 44    | 70 a 74 | 40    |
| 84    | 65 a 69 | 108   |
| 112   | 60 a 64 | 88    |
| 40    | 55 a 59 | 84    |
| 120   | 50 a 54 | 96    |
| 128   | 45 a 49 | 132   |
| 100   | 40 a 44 | 112   |
| 116   | 35 a 39 | 120   |
| 120   | 30 a 34 | 96    |
| 104   | 25 a 29 | 56    |
| 64    | 20 a 24 | 60    |
| 64    | 15 a 19 | 104   |
| 100   | 10 a 14 | 92    |
| 84    | 5 a 9   | 124   |
| 68    | 0 a 4   | 80    |

## Economia
El 2007 la població en edat de treballar era de 1.970 persones, 1.450 eren actives i 520 eren inactives. De les 1.450 persones actives 1.335 estaven ocupades (699 homes i 636 dones) i 115 estaven aturades (43 homes i 72 dones). De les 520 persones inactives 232 estaven jubilades, 138 estaven estudiant i 150 estaven classificades com a «altres inactius».

### Ingressos
El 2009 a Pannes hi havia 1.303 unitats fiscals que integraven 3.288 persones, la mediana anual d'ingressos fiscals per persona era de 18.986 €.

### Activitats econòmiques
Dels 115 establiments que hi havia el 2007, 1 era d'una empresa alimentària, 7 d'empreses de fabricació d'altres productes industrials, 30 d'empreses de construcció, 33 d'empreses de comerç i reparació d'automòbils, 6 d'empreses de transport, 6 d'empreses d'hostatgeria i restauració, 2 d'empreses financeres, 2 d'empreses immobiliàries, 14 d'empreses de serveis, 5 d'entitats de l'administració pública i 9 d'empreses classificades com a «altres activitats de serveis».
Dels 35 establiments de servei als particulars que hi havia el 2009, 1 era una oficina de correu, 4 tallers de reparació d'automòbils i de material agrícola, 1 paleta, 11 guixaires pintors, 3 fusteries, 5 lampisteries, 4 electricistes, 4 perruqueries i 2 restaurants.
Dels 2 establiments comercials que hi havia el 2009, 1 era una botiga de més de 120 m² i 1 una botiga de menys de 120 m².
L'any 2000 a Pannes hi havia 21 explotacions agrícoles que ocupaven un total de 1.188 hectàrees.

## Equipaments sanitaris i escolars
L'únic equipament sanitari que hi havia el 2009 era una farmàcia.
El 2009 hi havia 1 escola maternal i 2 escoles elementals.

## Poblacions més properes
El següent diagrama mostra les poblacions més properes.